# Gubernia saratowska
Gubernia saratowska (ros. Саратовская губерния) – jednostka administracyjna Imperium Rosyjskiego i RFSRR w południowej Rosji (na Powołżu), utworzona ukazem Pawła I 5 marca?/16 marca 1797. Stolicą guberni był Saratow. Zlikwidowana w 1928.
Gubernia była położona pomiędzy 48°27′ a 53°20′ szerokości geograficznej północnej i 52°32 a 48°22′ długości geograficznej wschodniej. Graniczyła od północy z gubernią penzeńską i symbirską, na wschodzie z gubernią samarską, od której oddzielała ją Wołga, na południu z gubernią astrachańską i Obwodem Wojska Dońskiego, na zachodzie z gubernią woroneską i tambowską. Specyfiką guberni było zwarte osadnictwo wiejskie Niemców, osiedlonych przez Katarzynę II pomiędzy Kamyszynem a Saratowem.

## Demografia
Powierzchnia guberni wynosiła w 1905 – 84 491 km², ludność, według spisu powszechnego 1897 – 2 405 829 osób – Rosjan (76,7%), Niemców (6,9%), Ukraińców (6,2%), Mordwinów (5,1%) i Tatarów (3,9%).

### Ludność guberni według narodowości w ujezdach 1897[1]
| Ujezd            | Rosjanie | Niemcy | Ukraińcy | Mordwini | Tatarzy | Czuwasze |
| ---------------- | -------- | ------ | -------- | -------- | ------- | -------- |
| Gubernia łącznie | 76,7%    | 6,9%   | 6,2%     | 5,1%     | 3,9%    | …        |
| Atkarski         | 81,2%    | 5,1%   | 13,4%    | …        | …       | …        |
| Bałaszowski      | 86,5%    | …      | 13,2%    | …        | …       | …        |
| Wolski           | 94,5%    | …      | …        | 1,7%     | 1,7%    | 1,3%     |
| Kamyszyński      | 44,5%    | 40,3%  | 15,0%    | …        | …       | …        |
| Kuźniecki        | 61,8%    | …      | …        | 16,0%    | 19,8%   | 2,2%     |
| Pietrowski       | 72,4%    | …      | …        | 20,0%    | 5,6%    | …        |
| Saratowski       | 86,2%    | 6,7%   | 3,0%     | 2,4%     | …       | …        |
| Sierdobski       | 99,7%    | …      | …        | …        | …       | …        |
| Chwałyński       | 56,0%    | …      | …        | 20,3%    | 20,5%   | 3,0%     |
| Carycyński       | 87,1%    | 2,2%   | 7,9%     | …        | 1,1%    | …        |

Gubernia w początkach XX wieku była podzielona na 10 ujezdów.
W latach 1903–1906 gubernatorem guberni saratowskiej był Piotr Stołypin.
Gubernia została zlikwidowana 21 maja 1928 decyzją WCIK ZSRR Od 1936 na terytorium guberni istnieje obwód saratowski RFSRR, a obecnie Federacji Rosyjskiej.